# Gaélique écossais
Pour les articles homonymes, voir Écossais.
Ne doit pas être confondu avec Anglais écossais ou Scots.
Le gaélique écossais (autonymes : Gàidhlig na h-Alba ou Gàidhlig ; en anglais : Scottish Gaelic ; en scots : Scots Gaelic ou Erse ,,,) est une langue appartenant à la branche gaélique (à comparer avec le Gaeilge et le Gaelg) des langues celtiques, lesquelles se rattachent elles-mêmes à la famille des langues indo-européennes. Il est principalement parlé en Écosse dans les Highlands et les îles Hébrides. Il est également pratiqué par quelques communautés de Nouvelle-Écosse au Canada, surtout dans l'île du Cap-Breton, du fait de l'émigration de paysans écossais expulsés par de grands propriétaires terriens au XIXe siècle ; cette forme de la langue est devenue le gaélique canadien.
En tant que langue traditionnelle des Gaëls, ou Scots (les Celtes venus d'Irlande qui peuplèrent le nord-ouest des îles Britanniques vers le Ve siècle),, le gaélique occupe une place importante dans la culture traditionnelle écossaise : il constitue la langue historique de la majeure partie de l'Écosse actuelle. À ce titre, il est célébré chaque année, à l'occasion du « Mòd Nàiseanta Rìoghail » de la « Comunn Gàidhealach » (Assemblée nationale royale de la Société des Highlands).
Néanmoins, il ne faut pas confondre le gaélique écossais avec le scots, langue germanique, formée à partir du vieil anglais parlé en Northumbrie. Le scots est également reconnu comme langue régionale de l'Écosse.
Globalement, les locuteurs du gaélique écossais sont bilingues gaélique/anglais.

## Classification et dialectes
Traditionnellement, le gaélique écossais est considéré comme l'une des trois langues appartenant à la famille des langues gaéliques, parfois aussi appelées « langues en Q ». Toutefois, il s'agit d'un concept non gael puisque cette lettre n’existait pas en vieil irlandais, et qu’elle n’a été importée qu’en mannois, où l’on se sert de la phonétique anglaise. Néanmoins, certains continuent d'utiliser cette dénomination de nos jours en français.
Les langues gaéliques sont un sous-groupe de la famille des langues celtiques. Cependant, d'autres linguistes estiment que cette classification est une construction mentale qui remonte à une époque où l’Irlande et le Royaume-Uni, des États naissants, souhaitaient appuyer leur légitimité et leur unité sur le symbole puissant de la langue nationale unique. Pour ces linguistes, il est absurde de parler de « Gàidhlig agus Gaeilge » (gaélique écossais et gaélique irlandais). La différence qui sépare les langues gaéliques est essentiellement politique. En réalité, les langues gaéliques fonctionneraient comme un continuum où le taux d’intercompréhension varie,.
Quoi qu'il en soit, le gaélique écossais n'est pas une langue homogène. Il comprend de nombreuses variétés dialectales, souvent identifiées aux îles, comme le gaélique de Leòdhas, les gaéliques de Barraigh, des Hearadh, du nord de Uibhist, du sud de Uibhist (17,5 %), de l'île de Skye (9 %), ou encore le gaélique de la mer, mais aussi avec les régions des Highlands ou des villes comme le gaélique du pays des Makay (nom gaélique du Sutherland) ou celui de Glaschu (Glasgow).

## Histoire

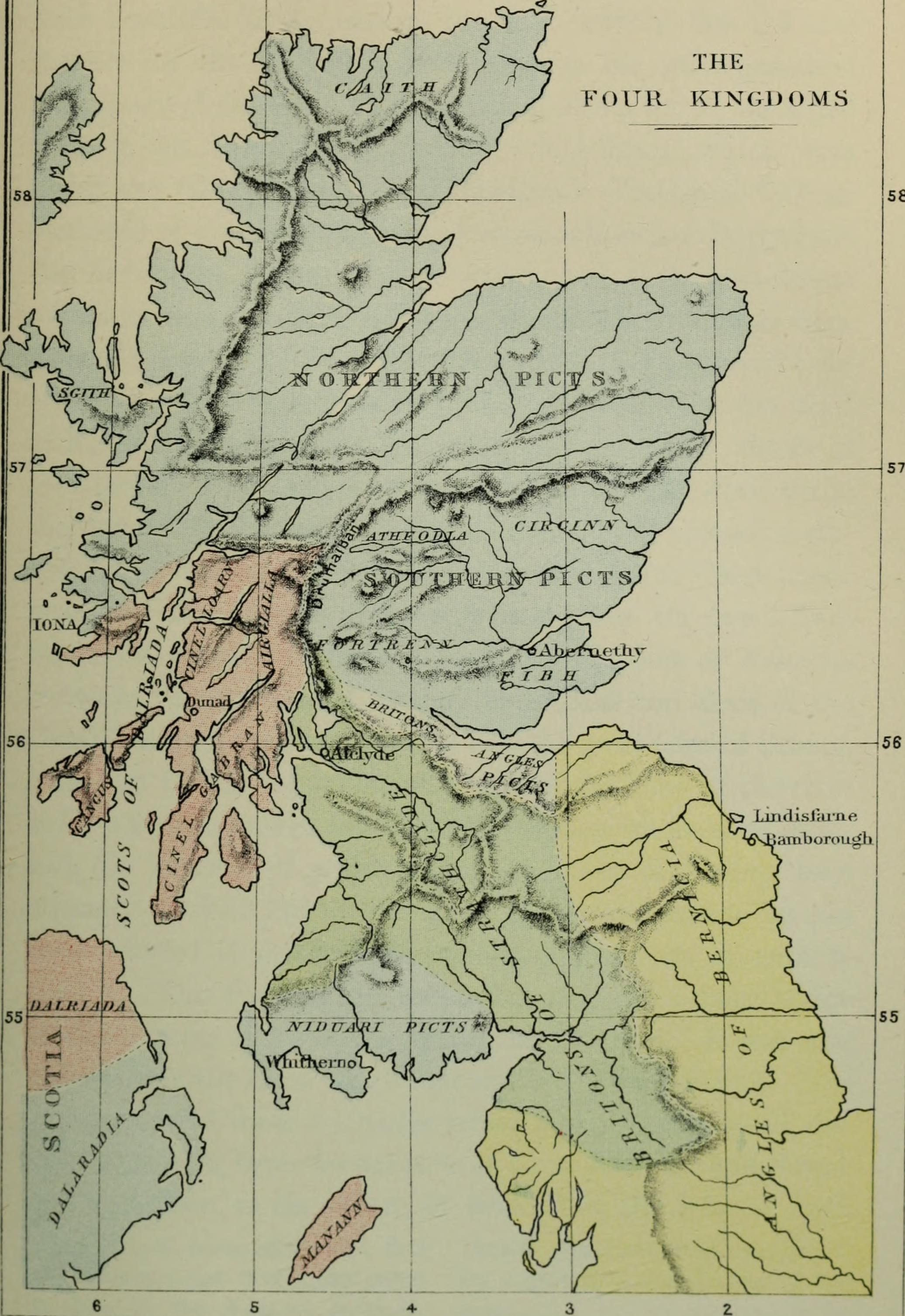
« Les quatre Royaumes », illustration tirée de « Celtic Scotland : a history of ancient Alban », page 254 (par William Forbes Skene, Édimbourg : Edmonston & Douglas, 1876)

Le gaélique écossais est issu du vieil irlandais (goídelc), forme ancienne des langues gaéliques que l'on peut aujourd'hui reconstituer à partir des sources écrites disponibles. Cette langue était parlée par les Gaels pendant une période que l'on estime s'étendre plus ou moins entre le VIe siècle et le Xe siècle.
Sa présence sur les territoires actuels que constituent l'Écosse, l'île de Man et le nord de l'Angleterre n'est pas attestée par les sources de l'antiquité, ce qui porte à croire qu'il y aurait été importé par les Gaels. Les premières incursions des Gaels sur la côte brito-romaine et en Calédonie remonteraient au IVe siècle après J.C., à l'époque où les Brito-Romains étaient confrontés aux invasions anglo-saxonnes. Les clans gaels parlaient une forme ancienne du goídelc.
L'établissement gael le plus important semble avoir été le Dál Riata (littéralement « la partie de Riata », probablement du nom du chef de clan qui l'a fondé). Ce qui était au départ un comptoir, est devenu par la suite une colonie maritime étendant son emprise sur un vaste territoire marin, comprenant une partie des côtes irlandaises et écossaises et les centaines d'îles avoisinantes. La colonie s'est finalement émancipée, devenant un royaume à part entière. Le centre du pouvoir s'est d'abord déplacé en Écosse, où il a continué d'entretenir des relations avec sa terre irlandaise d'origine, puis lors de la bataille de Mag Rath, vers 637, la gaélie du Dail Riata est devenue indépendante.
La carte ci-contre, dite « des quatre royaumes », illustre l’étendue du territoire du Dál Riata écossais et ses frontières approximatives avec le Dál Riata d’Irlande, les royaumes des Pictes, des Brito-Romains et des Angles de « Bernicia ». À partir de cette séparation, les variations dialectales qui pouvaient exister au sein de cette langue gaélique commune se sont probablement renforcées.
Jusqu'au VIIIe siècle, le gaélique écossais est resté confiné au Dál Riata, mais avec l'arrivée des Vikings, il a commencé à se répandre dans les territoires pictiques situés au nord des embouchures du Forth et du Clyde. En effet, les Pictes se cherchaient des alliés pour combattre les envahisseurs scandinaves et des alliances se sont forgées par le mariage d'aristocrates gaels et pictes. Vers 900, la langue des Pictes semble avoir disparu, remplacée par le vieil irlandais d'Écosse, lui-même commençant à se différencier du vieil irlandais d'Irlande.
Le gaélique écossais est historiquement lié à l'irlandais, d'où son nom ancien d'erse, forme scots du mot anglais Irish. Cependant les deux langues ont commencé à diverger dès le Ve siècle. Le gaélique écossais a connu durant la période des Grandes invasions par des échanges culturels et linguistiques intenses avec les autres peuples du nord de l'île de Bretagne. Si la proximité demeure évidente, l'intelligibilité mutuelle des deux langues n'est pas évidente ; elle est la moins difficile pour les irlandophones du comté de Donegal, et à la limite ceux du Connacht,.

## Caractéristiques
L'alphabet gaélique comporte 18 lettres : a, b, c, d, e, f, g, h, i, l, m, n, o, p, r, s, t, u. Historiquement, le nom de chaque lettre était celui d'un arbre (ailm « orme », beith, brith, call, « noisetier », et ainsi de suite). Cette nomenclature remonte à l'époque de l'écriture oghamique.
Le gaélique utilise la flexion pour distinguer les cas des noms, et les temps, modes, et voix des verbes.
La grammaire gaélique possède quelques caractéristiques notables :
- L'ordre des mots est verbe-sujet-objet.
- Le gaélique combine les pronoms avec les prépositions pour créer des « prépositions conjuguées » comme dans les autres langues celtiques. Par exemple, aig (à) + mi (moi) > agam.
- Les pronoms existent sous deux formes : les pronoms réguliers (mi, thu, e, etc.) et les pronoms emphatiques (mise, thusa, esan…).
- Comme dans les autres langues celtiques (telles le breton et le gallois), le gaélique exprime la possession à l'aide d'une proposition : quelque chose est à quelqu'un.
- Enfin, le gaélique possède de nombreux articles définis (qui dépendent du nombre, du genre, du cas, et de la lettre initiale du nom). L'indéfinitude est exprimée par l'article zéro, comme en gallois et en breton ancien.

### Mots d'origine gaélique
C'est du gaélique que viennent les mots « brogue » (de bròg, chaussure), « clan » (de clann, enfants), « claymore » (de claidheamh-mòr, épée-grande), « slogan » (de sluagh-ghairm, gens-qui-crient), « strontium » (de Sròn an t-Sìthein, le nom d'un lieu où l'on a découvert cet élément pour la première fois) et « whisky » (de uisge, eau, premier terme du nom composé uisge-beatha, eau-de-vie) et aussi certains mots de la toponymie locale : Ben Nevis (de beinn, montagne), Loch Ness (de loch, lac).

### La règle «Leathann ri leathann is caol ri caol»

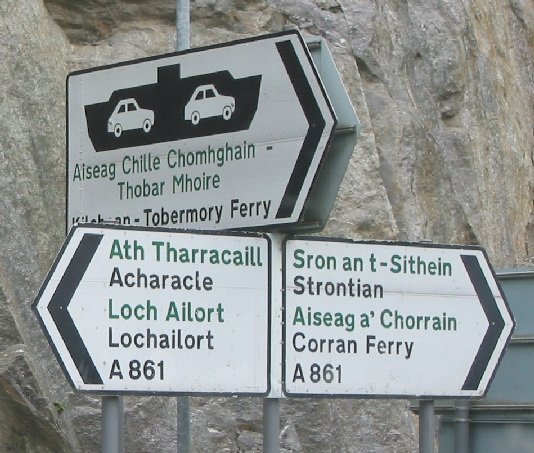
Signalétique routière bilingue dans les Highlands, montrant à la fois une faute d'orthographe dans Loch « Ailort » (l'orthographe correcte est « Ailleart ») et le nom de la localité où a été découvert le strontium (Sròn an t-Sìthein).

La prononciation du gaélique est régie par la règle d’or « Leathann ri leathann is caol ri caol » (les fortes avec les fortes et les faibles avec les faibles). Les voyelles fortes sont a, o et u. Les voyelles faibles sont e et i. Lorsqu’une ou plusieurs consonnes sont placées entre deux voyelles, ces dernières doivent être du même type. Si l’on note les voyelles faibles « v », les voyelles fortes « V » et les consonnes « c », on constate que les combinaisons « vcV » et « Vcv » ne se produisent presque jamais (on notera toutefois l'existence de quelques exceptions comme airson, « comme » ou esan, « lui »). Dans le mot « Gàidhlig » par exemple, les consonnes « dhl » sont entourées de voyelles faibles (i). De même, dans le mot « leathann », les consonnes « th » sont entourées de voyelles fortes (a).
Le corollaire est que l'orthographe n’obéissant pas à cette règle est soit étrangère, soit fautive. Sur le panneau de signalétique routière bilingue de l'illustration ci-contre, par exemple, l'orthographe gaélique « Loch Ailort » (en vert) est fautive. Il s'agit en réalité de l'orthographe anglaise, la forme gaélique étant « Loch Ailleart ».

### Toponymes en gaélique écossais
Les toponymes sont en majorité issus du vieil irlandais, avec toutefois des influences notables des langues germaniques (vieux norrois, scots et anglais) comme les lexèmes -bagh (baie) ou -bost (ferme). La plupart des toponymes gaëls ont une signification encore évidente dans la langue moderne alors que leur anglicisation n'a pas de sens : Dùn Chailleann par exemple, signifie littéralement « forteresse de Calédonie » alors que son anglicisation, Dunkeld, ne veut rien dire.
Parmi les lexèmes récurrents, on trouve:
- Obar (embouchure): Obar Dheathain (Aberdeen), Obar Phuill (Aberfoyle), Obar Bhrothaig (Arbroath).
- Bàgh ou -bagh (baie): Steòrnabhadh (Stornoway) , Càrlabhag (Carloway), Bàgh a' Chàise, Bàgh a' Chaisteil (Castlebay), Baile Àlasdair (Balloch).
- Baile (ville): Baile Adainn (Haddington), Baile Mhàrtainn (Balmartin), Baile a' Mhanaich (Balivanich).
- -bost (ferme): Siabost (Shawbost), Càrrabost (Carbost), Ceileabost (Colbost), Òrbost (Orbost).
- Cill (chapelle): Cill Mhearnaig (Killmarnock), Cille Phàdraig (Kirkpatrick), Cille Chonaill (Kirkconnel), Cille Chuithbeirt (Kirkcudbright).
- Camas (baie): An Camas (Cambus), Camas a' Bharrain (Cambusbarron), Camas Long (Cambuslang).
- Dùn (forteresse): Dùn Phris (Dumfries), Dùn Bhlàthain (Dunblane), Dùn Dèagh (Dundee), Dùn Phàrlain (Dunfermline), Dùn Chailleann (Dunkeld), Dùn Fhothair (Dunottar), Dùn Breatann (Dumbarton), Dùn Èideann (Édimbourg).
- Inbhir (embouchure): Inbhir Air (Ayr), Inbhir Nis (Inverness), Inbhir Pheofharain (Dingwall), Inbhir Ùig (Wick), Inbhir Àiliginn (Inveralligin).

Voici d'autres anglicisations de toponymes gaéliques:
- Aviemore – an Aghaidh Mhòr
- Brechin – Breichin
- Cumbernauld – Comar nan Allt
- Dornoch – Dòrnach
- Elgin – Eilginn
- Forres – Farrais
- Fortrose – A' Chananaich
- Glasgow – Glaschu
- Gleneagles – Gleann Eagas
- Lismore – Lios Mòr
- Paisley – Pàislig
- Perth – Peairt
- Rosemarkie – Ros Maircnidh
- Scone – Sgàin
- Stirling – Sruighlea
- Whithorn – Taigh Mhàrtainn

Dans certains cas, la langue anglaise n'a pas emprunté le toponyme gaélique, mais en a créé un nouveau. C'est par exemple le cas de Fort William (An Ghearasdan), de Saint Andrews (Cill Rìmhinn) ou encore de Rothesay (Baile Bhòid).

### Exemples de mots et phrases courtes en gaélique écossais
- Fàilte [ˈfaːltʲə] « Bienvenue ! »
- Halò [ˈhaloː] « Salut ! »
- Ciamar a tha thu? [ˈkʰʲɪməɾə ˈhau] « Comment vas-tu ? »
- Ciamar a tha sibh? [ˈkʰʲɪməɾə ˈhaʃɪv] « Comment allez-vous ? »
- Tha mi gu math [ˈhami kəˈma] « Je vais bien. »
- Tapadh leat [ˈt̪ʰaʰpə lɛʰt̪] « Merci » (singulier)
- Tapadh leibh [ˈt̪ʰaʰpə lev] « Merci » (pluriel)
- Dè an t-ainm a tha ort? [tʲeːn ˈt̪ʰɛnəmə hɔɾʃt̪] « Comment t'appelles-tu ? »
- Dè an t-ainm a tha oirbh [tʲeːn ˈt̪ʰɛnəmə hɔɾəv] « Comment vous appelez-vous ? »
- Is mise ... [ˈsmɪʃə] « Je suis ... » (je m'appelle ...)
- Mar sin leat [ˈmaɾʃin lɛʰt̪] « Au revoir » (singulier)
- Mar sin leibh [ˈmaɾʃin lev] « Au revoir » (pluriel)

### Nombres en gaélique écossais
Lorsque l'on compte et que les nombres ne sont pas suivis d'un nom, les nombres entre 1 et 19 sont précédés de la particule a, qui lénifie dà (« a dhà ») et entraîne le préfixe h devant les voyelles : a h-aon, a dhà, a trì, a ceithir...
Lorsque les nombres sont suivis d'un nom, le nom reste au singulier pour les nombres duels. Aon et dà lénifient les noms qui peuvent l'être sauf ceux commençant par d ou t. Ainsi, on dit aon chat (un chat), dà chat (littéralement « deux chat », singulier) et trì cait (trois chats). Le nom precède toujours le suffixe de dizaine deug, par exemple dà chat deug (douze chats, littéralement « deux chat -ze », singulier).
Cependant, certains noms s’emploient aussi au singulier avec les nombres de 3 à 10. C’est le cas, entre autres, de bliadhna (année), latha (jour), oidhche (nuit), sgillinn (penny), duine (homme, personne), mìle (mille), ceud (cent) ou fichead (vingt). Ceci explique par exemple le nom du programme d'information Seachd Là (« Sept jours ») de BBC Alba. Cet usage est plus traditionnel, mais n’est pas enseigné dans les écoles gaéliques écossaises (Foghlam tro Mheadhan na Gàidhlig), où les Gnàthachas Litreachaidh na Gàidhlig sont la norme.
Le gaélique traditionnel utilise le système vicésimal, tandis que le gaélique scolaire utilise le système décimal. En gaélique traditionnel par exemple, 36 se dit sia-deug air fhichead (littéralement « seize au-dessus de vingt », soit seize plus vingt), mais en gaélique scolaire, 36 se dit trithead 's a sia (« trente et six »).
|    | Gaélique écossais | Gaélique irlandais | Français | Breton        | Anglais |
| 0  | neoini            | náid               | zéro     | mann / zero   | zero    |
| 1  | aon               | aon                | un/e     | unan          | one     |
| 2  | dà / dithis       | dó                 | deux     | daou / div    | two     |
| 3  | trì               | trí                | trois    | tri / teir    | three   |
| 4  | ceithir           | ceathair           | quatre   | pevar / peder | four    |
| 5  | còig              | cúig               | cinq     | pemp          | five    |
| 6  | sia               | se                 | six      | c'hwec'h      | six     |
| 7  | seachd            | seacht             | sept     | seizh         | seven   |
| 8  | ochd              | ocht               | huit     | eizh          | eight   |
| 9  | naoi              | naoi               | neuf     | nav           | nine    |
| 10 | deich             | deich              | dix      | dek           | ten     |
| 11 | aon-deug          | aon déag           | onze     | unnek         | eleven  |
| 12 | dà-dheug          | dó dhéag           | douze    | daouzek       | twelve  |
| 20 | fichead           | fiche              | vingt    | ugent         | twenty  |

## Nombre de locuteurs

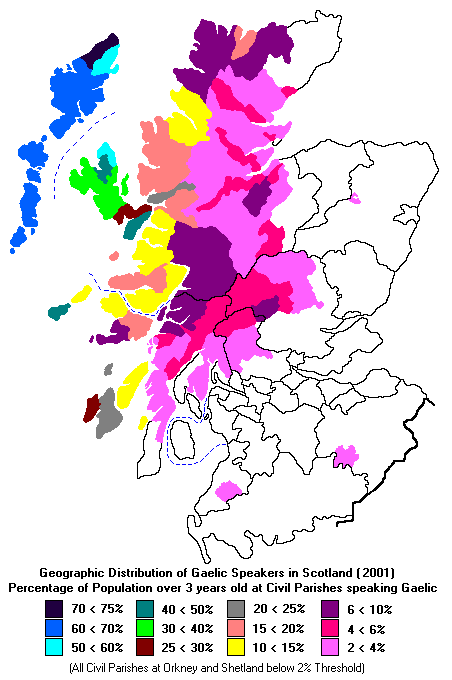
Part de locuteurs du gaélique écossais en pourcentage de la population des paroisses d'Écosse.

Lors du recensement écossais de 2011, 57 375 personnes ont déclaré parler le gaélique écossais, soit 1,1 % de la population de plus de trois ans. Il s'agit d'une baisse d'environ 1 300 personnes par rapport au recensement de 2001, la plus faible depuis que la question est posée.
En 2016, Statistique Canada recense 3 980 locuteurs du gaélique écossais, dont 1 090 personnes dont c'est la langue maternelle.
On peut donc considérer que le déclin du gaélique écossais ralentit.
Cette tendance semble être confirmée par les études plus récentes : les derniers chiffres indiquent que la proportion de personnes capables de parler le gaélique écossais a légèrement augmenté dans les tranches d'âge les plus jeunes, ce qui est encourageant pour le futur de la langue. Ceci est dû en partie au succès des écoles gaéliques, dont le nombre d'élèves n'a cessé d'augmenter depuis leur création en 1985.
| Année | Population totale | Anglais et gaélique | Gaélique seulement |
| 1901  | 4 472 103         | 202 700             | 28 106             |
| 1921  | 4 573 471         | 148 950             | 9 829              |
| 1951  | 5 096 415         | 93 269              | 2 178              |
| 1971  | 5 228 965         | 88 415              | 477                |
| 1991  | 5 083 000         | 65 978              | -                  |
| 2001  | 5 062 011         | 58 652              | -                  |
| 2011  | 5 295 403         | 57 602              | -                  |

Les chiffres donnés pour 1755 à 2001 sont tirés de The Celtic Languages. Ceux de 2011 sont tirés du recensement écossais de la même année.

### Répartition géographique
Les « Gaels » (c’est sous ce nom que les locuteurs du gaélique se désignent eux-mêmes) ne vivent pas majoritairement dans la Gàidhealtachd. Bien que les parties reculées de l’Écosse présentent une concentration plus élevée de Gaels, il faut souligner qu’ils sont aussi présents dans les villes des Lowlands, en particulier à Glasgow et à Édimbourg. De fait le recensement de 2011 montrait qu’environ la moitié de la population gaelle résidait dans les Lowlands (dont environ 6 000 locuteurs à Glasgow et 3 000 à Édimbourg en 2011). Surnommée Baile Mòr nan Gàidheal (« la grande ville des Gaels »), Glasgow a longtemps constitué la destination des migrations forcées du XIXe siècle,. En revanche, leur nombre est largement insuffisant pour représenter une proportion importante de la population des grandes villes.
La liste suivante présente les conseils régionaux d'Écosse par ordre de leur nombre de locuteurs gaéliques. Comme on le voit, les Gaëls ne sont pas seulement concentrés dans les Hébrides, mais aussi dans les grandes villes, en particulier à Glasgow, qui à elle seule, concentre 10 % de la population gaélophone.
| Rang | Council area        | Nombre de locuteurs | Percentage(%) |
| ---- | ------------------- | ------------------- | ------------- |
| 1    | Na h-Eileanan Siar  | 14 092              | 24,5          |
| 2    | Highland            | 12 081              | 21,0          |
| 3    | Glasgow City        | 5907                | 10,3          |
| 4    | Argyll and Bute     | 3466                | 6,0           |
| 5    | Edinburgh, City of  | 3176                | 5,5           |
| 6    | Arberdeen, City of  | 1636                | 2,8           |
| 7    | Aberdeenshire       | 1405                | 2,4           |
| 8    | North Lanarshire    | 1332                | 2,3           |
| 9    | Perth and Kinross   | 1285                | 2,2           |
| 10   | Fife                | 1282                | 2,2           |
| 11   | South Lanarkshire   | 1239                | 2,2           |
| 12   | Renfrewshire        | 962                 | 1,7           |
| 13   | East Dunbartonshire | 917                 | 1,6           |

### Recensement de 2022
En Écosse, selon le recensement de 2022, il y avait près de 70 000 locuteurs du gaélique, soit une augmentation de 21 % par rapport au dernier recensement, conduit en 2011. Ils représentaient 1,3 % de la population totale, soit une augmentation de 0,2 % en 11 ans. Cependant, le gaélique était la principale langue utilisée de seulement 0,1 % des Écossais. Parmi les gaélophones, 63 % étaient pleinement compétents dans la langue, c'est-à-dire capables non seulement de la parler, mais aussi de la lire et de l'écrire. Le recensement a également dénombré plus de 46 000 locuteurs passifs. 
- Locuteurs du gaélique écossais.

## Statut officiel au Royaume-Uni et en Écosse
Depuis une loi du parlement écossais votée le 21 avril 2005, le gaélique écossais est une langue officielle de l'Écosse (avec l'anglais). Il est utilisé dans la signalisation routière bilingue : le Gaelic Language (Scotland) Act 2005, aussi connu sous le nom d'Achd na Gàidhlig en gaélique écossais, a été voté par une coalition de députés travaillistes et libéraux-démocrates. Il exige que la langue soit traitée avec « respect égal » à celui de l'anglais et pour ce faire, il crée un organe exécutif public, le Bòrd na Gàidhlig (« Bureau du gaélique ») dont le rôle consiste à assurer le respect de ce statut.
Comme le français, le gaélique écossais bénéficie du soutien d’une « académie », la Scottish Qualifications Authority (SQA) (anciennement Scottish Examination Board), l'organisme public responsable de la délivrance des diplômes de l'enseignement public du gouvernement écossais. En 1981, le Scottish Examination Board a publié les Gnàthachas Litreachaidh na Gàidhlig (Conventions orthographiques du gaélique écossais), révisées en 2005 puis en 2009.

### Charte européenne des langues régionales ou minoritaires
Le gaélique écossais est reconnu par le Royaume-Uni comme langue régionale de l'Écosse, selon la Charte européenne des langues régionales ou minoritaires, ce qui force les gouvernements britannique et écossais à entreprendre une action résolue de promotion du gaélique écossais.

### British Nationality Act
Depuis le British Nationality Act de 1981, qui définit notamment les conditions de la naturalisation britannique, le gaélique écossais bénéficie aussi d'un statut particulier au Royaume-Uni : c'est l'une des trois langues (au choix) dont le demandeur doit démontrer qu'il a une connaissance suffisante pour accéder à la nationalité britannique. Ainsi, il est possible de passer le test Life in the UK en gaélique écossais, en anglais ou en gallois.

### Dans les tribunaux écossais
Le statut du gaélique écossais dans les tribunaux écossais est virtuellement inexistant. La loi en vigueur émane d’un jugement de 1982, rendu dans l’affaire Taylor contre Haughney, qui dispose que dans les tribunaux écossais, les plaideurs n'ont le droit de témoigner ou de plaider en gaélique écossais, que s’ils sont incapables d'utiliser l'anglais.
Pour rendre sa décision, la Cour de justice s’est fondée sur un autre jugement, remontant à l’époque de l’Empire britannique (affaire Alexander McRae, 8 janvier 1841), selon lequel le tribunal se déclarait incompétent pour recevoir un témoignage en gaélique écossais, par le biais d’un interprète, quand il était démontré que le témoin pouvait parler anglais « with a perfect distinctness ».
De fait, tous les locuteurs du gaélique écossais parlent aussi anglais. En effet, depuis les Highlands Clearances, le gaélique écossais n’était utilisé que pour le catéchisme et la lecture de la Bible ; à partir de 1872, date de l’Education (Scotland) Act (loi écossaise de 1872 sur l’enseignement), il était interdit d’enseigner dans les écoles dans une autre langue que l’anglais ; enfin, ce n’est que depuis 1985, date du lancement de l'enseignement par l’intermédiaire du gaélique (Foghlam tro Meadhan na Gàidhlig ou gaelic medium education en anglais), que le gaélique a pu redevenir un support de l’enseignement en Écosse, et ce uniquement à certaines conditions.
Le jugement de 1982 refuse donc tout statut particulier au gaélique écossais, qui depuis, est traité de la même manière qu’une langue étrangère. De plus, il contrevient à l'application des engagements que Royaume-Uni a pris lors de la ratification de la Charte européenne des langues régionales ou minoritaires (voir l'article 9: Justice).

### Promotion de la langue
Fondée à Oban en 1891, la Comunn Gàidhealach (« l'Association gaëlle ») est une association gaélophone qui s’est donné pour but de soutenir la langue et sa culture. Elle lutte pour que le gaélique écossais soit enseigné et promeut les domaines culturels qu’il véhicule : littérature, histoire, musique... Son activité la plus connue est l'organisation du Mòd, un festival gaélique ayant lieu chaque année à l'automne.
Le Comunn na Gàidhlig, ou CnaG (« l'Association du gaélique ») est une association à but non lucratif, fondée en 1984, qui vise à promouvoir l'usage de la langue aux niveaux local, régional et national, en particulier chez les jeunes, par le biais d'activités extra-scolaires comme les camps de vacances Sradagan (« étincelles »), mais aussi au niveau familial en proposant un soutien aux parents qui souhaitent apprendre le gaélique avec leurs enfants.
Fèisean nan Gaidheal (« les festivals des Gaëls ») est une association à but non lucratif, fondée en 1988, dont le rôle principal est l'organisation de festivals de musique traditionnelle gaélique au cours desquels les jeunes peuvent participer à des ateliers et prendre des cours de musique. L'association encourage ses membres, les professeurs de musique qu'elle engage et le public à utiliser la langue gaélique écossaise.
Bien que son rôle exécutif officiel date de l'Achd na Gàidhlig voté en 2005, le Bòrd na Gàidhlig a été établi en 2002, avec les mêmes objectifs que de la Comunn na Gàidhlig, soit obtenir un statut officiel pour la langue.